# 젬포알테펙밭쥐
젬포알테펙밭쥐(학명 : Microtus umbrosus)는 밭쥐속에 속하는 설치류의 일종이다. 속명 "미크로투스(Microtus)"는 "작다"라는 의미의 그리스어 "미크로스(mikros)"와 "귀"라는 의미의 "오투스(otus)의 합성어로 "작은 귀"라는 의미이다. 종소명 "움브로수스(umbrosus)"는 "그늘진"이라는 의미의 라틴어이다. 다소 크고, 다른 밭쥐류와 비교하여 꼬리가 길다. 몸의 털은 길고 부드럽다. 등 쪽 털은 균일하게 검고 털 끝이 갈색이며, 배 쪽은 짙은 회색 털이 불그스레한 노란색과 함께 희미하게 섞여 있다. 멕시코 지역에서만 발견되며, 오아하카주 믹스 구 카호네스강 남동부의 준고립된 산맥에서 서식한다.

## 특징
젬포알테펙밭쥐의 독특한 형태학적 특징이 많다. 몸이 크고, 아주 긴 꼬리와 다른 멕시코 밭쥐류에 비해 상대적으로 큰 뒷발을 갖고 있다. 꼬리 길이가 전체 몸길이의 약 33%로 같은 밭쥐속에 속하는 대부분의 다른 종들보다 길다. 발이 크고 발바닥에 5개의 돌기와 하나의 여섯번째 돌기를 갖고 있다. 사타구니 부위에 2쌍의 젖꼭지 유선이 있지만 가슴에는 젖꼭지 유선이 없는 것이 젬포알테펙밭쥐의 핵심 특징이다.
송곳니와 앞어금니는 없으며 4개의 앞니와 12개의 어금니를 포함하여 전체 16개의 이빨을 갖고 있다. 아랫턱 마지막 어금니에 2개의 횡단 고리와 적어도 하나의 닫힌 이등변 삼각형 형태가 있다. 이와 같은 닫힌 이등변삼각형 형태는 타라분디밭쥐(M. oaxacensis)와 과테말라밭쥐(M. guatemalensis)와 같은 다른 북아메리카 밭쥐류에서도 발견된다.

## 분포 및 서식지
젬포알테펙밭쥐는 멕시코 오아하카주 믹스 구 카호네스 강 남동부의 일종의 준고립된 산맥에 제한적으로 분포한다. 산악 지역 남단의 토톤테펙 시 해발 1,829m 지역부터 젬포알테펙 산 해발 2,499~3,000m 지역까지 서식하는 것으로 기록되고 있다.
서식지는 별이 보이는 습윤 고지대 숲과 울창한 참나무 숲, 저산대 소나무-참나무 숲, 상록 운무림, 상록 활엽우림 지대 등이다. 습윤 열대 아대 고지대에서도 보고된다. 굴을 파고 살며, 상당히 습하고 물이 잘 빠지는 흙 속 땅 아래에 긴 통로를 만든다.